# Mathias Torstensen
Mathias Abraham Torstensen (ur. 1 listopada 1892 w Tønsbergu, zm. 9 lipca 1975 w Bærum) – norweski wioślarz, brązowy medalista olimpijski.
Wystąpił na igrzyskach olimpijskich w Sztokholmie w 1912, gdzie norweska osada Kristiania Roklub w składzie: Mathias Torstensen, Henry Larsen, Theodor Klem, Haakon Tønsager i Ejnar Tønsager (sternik) zdobyła brązowy medal w czwórkach ze sternikiem. W walce o finał Norwegowie przegrali z ostatecznymi srebrnymi medalistami, Brytyjczykami z osady Thames Rowing Club, o 0,4 skundy. Był to jego jedyny start olimpijski.